# Relaciones Colombia-Corea del Sur
Las relaciones Colombia-Corea del Sur son las relaciones exteriores entre Corea del Sur y Colombia. Las relaciones entre Colombia y Corea del Sur incluyen relaciones comerciales, militares y diplomáticas. Las tropas colombianas llegaron a Corea en 1951, pero las relaciones diplomáticas directas no se establecieron hasta marzo de 1962.

## Acuerdos
El 25 de junio de 2012, Colombia y Corea concluyeron oficialmente las negociaciones para un Tratado de Libre Comercio.

## Historia
Durante la guerra de Corea, Colombia fue la única nación latinoamericana que participó activamente en las Fuerzas de la ONU, con tropas terrestres y su única fragata, la Almirante Padilla-clase fragata Almirante. Los primeros soldados colombianos llegaron a Corea el 8 de mayo de 1951 y el último partió el 11 de octubre de 1954. En total, 5.315 soldados fueron desplegados. El comandante de las fuerzas fue general Alberto Ruiz Novoa.

## Relaciones diplomáticas
Las relaciones diplomáticas directas se establecieron en marzo de 1962.
La Embajada de Colombia en Seúl es la misión diplomática de la República Colombia a la República de Corea; Está encabezada por el embajador de Colombia en Corea del Sur.
La embajada se encuentra actualmente en el distrito de Jongno (Jongno District) de Seúl, cerca del Gyeonghuigung, Gyeongbokgung, Sejong Center y el Museo de Historia de Seúl Precisamente en 1 Jongno 1-ga En la intersección de la autopista de Sejongno, y es servida por la estación de Gwanghwamun 
La embajada comparte su espacio con el Consulado General de Colombia en Seúl, que también está acreditado para Filipinas en asuntos de asuntos consulares, ubicado en el piso 11 del edificio Kyobo Life.
La embajada de Corea del Sur se encuentra en Bogotá. 